# Чемпіонат Європи з футболу 2024 (кваліфікаційний раунд, група H)
Група H кваліфікації УЄФА Євро-2022 — одна з 10 груп для визначення команд, які пройдуть до Чемпіонату Європи 2024 у Німеччині. Група H складається з 6 команд: Данія, Казахстан, Північна Ірландія, Сан-Марино, Словенія та Фінляндія. Команди зіграють одна з одною вдома та на виїзді за круговою системою.
Дві кращі команди групи потраплять напряму до Чемпіонату Європи 2024. В той час, як учасники плей-оф визначаються на основі результатів Ліги націй УЄФА 2022–23.

## Турнірна таблиця
| Поз | Команда           | І  | В | Н | П  | ГЗ | ГП | РГ  | О  | Кваліфікація                       |     | Данія | Словенія | Фінляндія | Казахстан | Північна Ірландія | Сан-Марино |
| --- | ----------------- | -- | - | - | -- | -- | -- | --- | -- | ---------------------------------- | --- | ----- | -------- | --------- | --------- | ----------------- | ---------- |
| 1   | Данія             | 10 | 7 | 1 | 2  | 19 | 10 | +9  | 22 | Кваліфікація до фінального турніру |     | —     | 2:1      | 3:1       | 3:1       | 1:0               | 4:0        |
| 2   | Словенія          | 10 | 7 | 1 | 2  | 20 | 9  | +11 | 22 | Кваліфікація до фінального турніру |     | 1:1   | —        | 3:0       | 2:1       | 4:2               | 2:0        |
| 3   | Фінляндія         | 10 | 6 | 0 | 4  | 18 | 10 | +8  | 18 | Вихід до плей-оф через Лігу націй  |     | 0:1   | 2:0      | —         | 1:2       | 4:0               | 6:0        |
| 4   | Казахстан         | 10 | 6 | 0 | 4  | 16 | 12 | +4  | 18 | Вихід до плей-оф через Лігу націй  |     | 3:2   | 1:2      | 0:1       | —         | 1:0               | 3:1        |
| 5   | Північна Ірландія | 10 | 3 | 0 | 7  | 9  | 13 | −4  | 9  |                                    |     | 2:0   | 0:1      | 0:1       | 0:1       | —                 | 3:0        |
| 6   | Сан-Марино        | 10 | 0 | 0 | 10 | 3  | 31 | −28 | 0  |                                    | 1:2 | 0:4   | 1:2      | 0:3       | 0:2       | —                 |            |

1. 1 2  Більша кількість очок в матчах між цими командами: Данія 4, Словенія 1.
2. 1 2  Краща різниця забитих м'ячів в усіх матчах групи: Фінляндія +8, Казахстан +4.

## Матчі
УЄФА опублікували розклад матчів 10 жовтня 2022, на наступний день після жеребкування. Час вказано у EET/EEST (київський час) (місцевий час, якщо відрізняється, вказано в дужках).
| 23 березня 2023 17:00 (21:00 ALMT) |

| Казахстан       | 1:2      | Словенія                     |
| --------------- | -------- | ---------------------------- |
| - Самородов 24' | Протокол | - Брекало 47' - Випотник 78' |

| Астана Арена, Астана Глядачів: 27 122 Арбітр: Гленн Нюберг (Швеція) |

| 23 березня 2023 21:45 (20:45 CET) |

| Данія                     | 3:1      | Фінляндія    |
| ------------------------- | -------- | ------------ |
| - Гойлунд 21', 82', 90+3' | Протокол | - Антман 53' |

| Паркен, Копенгаген Глядачів: 35 851 Арбітр: Даніель Зіберт (Німеччина) |

| 23 березня 2023 21:45 (20:45 CET) |

| Сан-Марино | 0:2      | Північна Ірландія    |
| ---------- | -------- | -------------------- |
|            | Протокол | - Д. Чарльз 24', 55' |

| Сан-Марино Стедіум, Серравалле Глядачів: 2 099 Арбітр: Гергьо Богар (Угорщина) |

| 26 березня 2023 16:00 (19:00 ALMT) |

| Казахстан                                                | 3:2      | Данія              |
| -------------------------------------------------------- | -------- | ------------------ |
| - Зайнутдінов 73' (пен.) - Тагиберген 86' - Аймбетов 89' | Протокол | - Гойлунд 21', 36' |

| Астана Арена, Астана Глядачів: 28 697 Арбітр: Новак Симович (Сербія) |

| 26 березня 2023 19:00 (18:00 CEST) |

| Словенія                       | 2:0      | Сан-Марино |
| ------------------------------ | -------- | ---------- |
| - Шешко 56' - Ді Майо 60' (аг) | Протокол |            |

| Стожиці, Любляна Глядачів: 10 282 Арбітр: Натан Вербоомен (Бельгія) |

| 26 березня 2023 21:45 (19:45 BST) |

| Північна Ірландія | 0:1      | Фінляндія     |
| ----------------- | -------- | ------------- |
|                   | Протокол | - Кельман 28' |

| Віндзор Парк, Белфаст Глядачів: 17 936 Арбітр: Іван Кружляк (Словаччина) |

| 16 червня 2023 19:00 |

| Фінляндія                 | 2:0      | Словенія |
| ------------------------- | -------- | -------- |
| Пог'янпало 13' Антман 64' | Протокол |          |

| Олімпійський стадіон, Гельсінкі Глядачів: 32 560 Арбітр: Гільєрмо Квадра Фернандес (Іспанія) |

| 16 червня 2023 21:45 (20:45 CEST) |

| Данія    | 1:0      | Північна Ірландія |
| -------- | -------- | ----------------- |
| Вінд 47' | Протокол |                   |

| Паркен, Копенгаген Глядачів: 35 701 Арбітр: Даніель Стефаньський (Польща) |

| 16 червня 2023 21:45 (20:45 CEST) |

| Сан-Марино | 0:3      | Казахстан                                                |
| ---------- | -------- | -------------------------------------------------------- |
|            | Протокол | Вороговський 37' Тагиберген 64' (пен.) Зайнутдінов 90+5' |

| Енніо Тардіні, Парма Глядачів: 528 Арбітр: Анастасіос Папапетру (Греція) |

| 19 червня 2023 19:00 |

| Фінляндія                                             | 6:0      | Сан-Марино |
| ----------------------------------------------------- | -------- | ---------- |
| Камара 16' Кельман 39' Гоканс 65', 72', 74' Пуккі 76' | Протокол |            |

| Олімпійський стадіон, Гельсінкі Глядачів: 32 812 Арбітр: Генц Нуза (Косово) |

| 19 червня 2023 21:45 (19:45 BST) |

| Північна Ірландія | 0:1      | Казахстан    |
| ----------------- | -------- | ------------ |
|                   | Протокол | Аймбетов 88' |

| Віндзор Парк, Белфаст Глядачів: 18 002 Арбітр: Рой Райншрайбер (Ізраїль) |

| 19 червня 2023 21:45 (20:45 CEST) |

| Словенія   | 1:1      | Данія       |
| ---------- | -------- | ----------- |
| Шпорар 25' | Протокол | Гойлунд 42' |

| Стожиці, Любляна Глядачів: 14 382 Арбітр: Франсуа Летексьє (Франція) |

| 7 вересня 2023 17:00 (20:00 ALMT) |

| Казахстан | 0:1      | Фінляндія  |
| --------- | -------- | ---------- |
|           | Протокол | Антман 78' |

| Астана Арена, Астана Глядачів: 30 019 Арбітр: Раду Петреску (Румунія) |

| 7 вересня 2023 21:45 (20:45 CEST) |

| Данія                                         | 4:0      | Сан-Марино |
| --------------------------------------------- | -------- | ---------- |
| Гейб'єрг 26' Мегле 28' Вінд 40' Еріксен 90+3' | Протокол |            |

| Паркен, Копенгаген Глядачів: 36 262 Арбітр: Віталіус Спасіонніковс (Латвія) |

| 7 вересня 2023 21:45 (20:45 CEST) |

| Словенія                                | 4:2      | Північна Ірландія  |
| --------------------------------------- | -------- | ------------------ |
| Шпорар 3', 56' Еванс 17' (аг) Шешко 40' | Протокол | Прайс 7' Еванс 53' |

| Стожиці, Любляна Глядачів: 12 587 Арбітр: Марко Гвіда (Італія) |

| 10 вересня 2023 16:00 (19:00 ALMT) |

| Казахстан     | 1:0      | Північна Ірландія |
| ------------- | -------- | ----------------- |
| Самородов 27' | Протокол |                   |

| Астана Арена, Астана Глядачів: 28 458 Арбітр: Даніель Шлагер (Німеччина) |

| 10 вересня 2023 19:00 |

| Фінляндія | 0:1      | Данія        |
| --------- | -------- | ------------ |
|           | Протокол | Гейб'єрг 86' |

| Олімпійський стадіон, Гельсінкі Глядачів: 32 571 Арбітр: Шимон Марциняк (Польща) |

| 10 вересня 2023 21:45 (20:45 CEST) |

| Сан-Марино | 0:4      | Словенія                                        |
| ---------- | -------- | ----------------------------------------------- |
|            | Протокол | Випотник 4' Млакар 16' Ловрич 61' Карнічник 67' |

| Сан-Марино Стедіум, Серравалле Глядачів: 844 Арбітр: Микола Балакін (Україна) |

| 14 жовтня 2023 16:00 (14:00 BST) |

| Північна Ірландія                   | 3:0      | Сан-Марино |
| ----------------------------------- | -------- | ---------- |
| Сміт 5' Магенніс 11' Макменамін 81' | Протокол |            |

| Віндзор Парк, Белфаст Глядачів: 17 886 Арбітр: Брам ван Дріссхе (Бельгія) |

| 14 жовтня 2023 19:00 (18:00 CEST) |

| Словенія                         | 3:0      | Фінляндія |
| -------------------------------- | -------- | --------- |
| Шешко 16' (пен.), 28' Янжа 90+2' | Протокол |           |

| Стожиці, Любляна Глядачів: 15 823 Арбітр: Даніеле Орсато (Італія) |

| 14 жовтня 2023 21:45 (20:45 CEST) |

| Данія                    | 3:1      | Казахстан        |
| ------------------------ | -------- | ---------------- |
| Вінд 36' Сков 45+1', 48' | Протокол | Вороговський 58' |

| Паркен, Копенгаген Глядачів: 35 845 Арбітр: Майкл Олівер (Англія) |

| 17 жовтня 2023 19:00 |

| Фінляндія  | 1:2      | Казахстан                   |
| ---------- | -------- | --------------------------- |
| Тейлор 28' | Протокол | Зайнутдінов 77' (пен.), 89' |

| Олімпійський стадіон, Гельсінкі Глядачів: 30 375 Арбітр: Ірфан Пельто (Боснія і Герцеговина) |

| 17 жовтня 2023 21:45 (19:45 BST) |

| Північна Ірландія | 0:1      | Словенія        |
| ----------------- | -------- | --------------- |
|                   | Протокол | Гнезда Черин 5' |

| Віндзор Парк, Белфаст Глядачів: 16 332 Арбітр: Іштван Ковач (Румунія) |

| 17 жовтня 2023 21:45 (20:45 CEST) |

| Сан-Марино    | 1:2      | Данія                    |
| ------------- | -------- | ------------------------ |
| Голінуччі 61' | Протокол | Гойлунн 42' Поульсен 70' |

| Сан-Марино Стедіум, Серравалле Глядачів: 2 984 Арбітр: Віктор Копієвський (Україна) |

| 17 листопада 2023 17:00 (21:00 ALMT) |

| Казахстан                               | 3:1      | Сан-Марино   |
| --------------------------------------- | -------- | ------------ |
| Чесноков 19', 51' Аймбетов 90+2' (пен.) | Протокол | Франчозі 60' |

| Астана Арена, Астана Глядачів: 30 100 Арбітр: Гаральд Лехнер (Австрія) |

| 17 листопада 2023 19:00 |

| Фінляндія                                          | 4:0      | Північна Ірландія |
| -------------------------------------------------- | -------- | ----------------- |
| Пог'янпало 42' (пен.) Гоканс 48' Пуккі 73' Лод 88' | Протокол |                   |

| Олімпійський стадіон, Гельсінкі Глядачів: 28 711 Арбітр: Аліяр Агаєв (Азербайджан) |

| 17 листопада 2023 21:45 (20:45 CET) |

| Данія                 | 2:1      | Словенія |
| --------------------- | -------- | -------- |
| Мегле 26' Ділейні 54' | Протокол | Янжа 30' |

| Паркен, Копенгаген Глядачів: 35 608 Арбітр: Хосе Марія Санчес Мартінес (Іспанія) |

| 20 листопада 2023 21:45 (19:45 GMT) |

| Північна Ірландія    | 2:0      | Данія |
| -------------------- | -------- | ----- |
| Прайс 60' Чарльз 81' | Протокол |       |

| Віндзор Парк, Белфаст Глядачів: 17 366 Арбітр: Жером Брізар (Франція) |

| 20 листопада 2023 21:45 (20:45 CET) |

| Словенія                    | 2:1      | Казахстан  |
| --------------------------- | -------- | ---------- |
| Шешко 41' (пен.) Вербич 86' | Протокол | Оразов 48' |

| Стожиці, Любляна Глядачів: 16 432 Арбітр: Шимон Марциняк (Польща) |

| 20 листопада 2023 21:45 (20:45 CET) |

| Сан-Марино           | 1:2      | Фінляндія      |
| -------------------- | -------- | -------------- |
| Берарді 90+7' (пен.) | Протокол | Сойрі 50', 58' |

| Сан-Марино Стедіум, Серравалле Глядачів: 1 427 Арбітр: Манфредас Лук'янчукас (Литва) |

## Бомбардири
Протягом турніру було забито  55 голів у 20 матчах, з середнім показником 2.75 голів за матч.
7 голів
- Расмус Гойлунд

5 голів
- Беньямін Шешко

4 голи
- Бахтияр Зайнутдінов
- Даніель Гоканс

3 голи
- Йонас Вінд
- Абат Аймбетов
- Діон Чарльз
- Андраж Шпорар
- Олівер Антман

2 голи
- П'єр-Еміль Гейб'єрг
- Йоакім Мегле
- Роберт Сков
- Ісаак Прайс
- Ян Вороговський
- Максим Самородов
- Асхат Тагиберген
- Іслам Чесноков
- Жан Випотник
- Ерік Янжа
- Беньямін Кельман
- Йоел Пог'янпало
- Теему Пуккі
- Пюрю Сойрі

1 гол
- Томас Ділейні
- Крістіан Еріксен
- Юссуф Поульсен
- Джонні Еванс
- Джош Магенніс
- Конор Макменамін
- Пол Сміт
- Рамазан Оразов
- Філіппо Берарді
- Сімоне Франчозі
- Алессандро Голінуччі
- Давид Брекало
- Адам Гнезда Черин
- Жан Карнічник
- Санді Ловрич
- Ян Млакар
- Беньямін Вербич
- Глен Камара
- Робін Лод
- Роберт Тейлор

1 автогол
- Джонні Еванс (проти Словенії)
- Ді Майо (проти Словенії)

## Дисциплінарні покарання
Гравець автоматично пропускає наступний матч за наступні дисциплінарні порушення:
- Червона картка (відсторонення за червону картку може бути збільшене за серйозні порушення)
- 3 жовті картки у трьох різних матчах (відсторонення за червону також поширюється і на плей-оф, але не на фінальний турнір чи і подальші міжнародні матчі)

Гравці відбули наступні дисциплінарні покарання: 
| Команда           | Гравець          | Порушення                                                                                               | Відсторонено на матч(і)            |
| ----------------- | ---------------- | --- | ---------------------------------- |
| Казахстан         | Нурали Аліп      | пр. Азербайджану у Лізі націй 2022-23 (25 вересня 2022)                                                 | пр. Словенії (23 березня 2023)     |
| Казахстан         | Абат Аймбетов    | пр. Данії (26 березня 2023)                                                                             | пр. Сан-Марино (16 червня 2023)    |
| Казахстан         | Максим Самородов | пр. Фінляндії (7 вересня 2023) пр. Північної Ірландії (10 вересня 2023) пр. Фінляндії (17 жовтня 2023)  | пр. Сан-Марино (17 листопада 2023) |
| Казахстан         | Ісламбек Куат    | пр. Сан-Марино (16 червня 2023) пр. Північної Ірландії (10 вересня 2023) пр. Фінляндії (17 жовтня 2023) | пр. Сан-Марино (17 листопада 2023) |
| Північна Ірландія | Патрік Макнейр   | пр. Данії (16 червня 2023) пр. Казахстану (10 вересня 2023) пр. Сан-Марино (14 жовтня 2023)             | пр. Словенії (17 жовтня 2023)      |
| Північна Ірландія | Ші Чарльз        | пр. Словенії (17 жовтня 2023)                                                                           | пр. Фінляндії (17 листопада 2023)  |

| ЖК           | жовта картка                                      |
| ЖК · YK · RK | непряма червона картка (дві жовті в одному матчі) |
| RK           | червона картка                                    |
| ЖК · RK      | жовта та червона картка в одному матчі            |

## Позначки
1. ↑  EET (UTC+2) для матчів до 26 березня та у листопаді 2023, та EEST (UTC+3) для решти матчів.